# Amaurote
Amaurote ist ein von John und Steve Pickford entwickeltes Shoot'em-Up-Computerspiel, das 1987 von Mastertronic für verschiedene Heimcomputer europaweit veröffentlicht wurde. Die Musik des Spiels stammt von David Whittaker.

## Spielgeschehen
Nachdem die dem Roman „Utopia“ von Thomas Morus entlehnte Stadt „Amaurote“ von einer unheilvollen Insektenplage heimgesucht wurde, fällt dem Spieler – als letztem noch verbliebenen einsatzfähigen Offizier der Königlichen Armee von Amaurote – die Abwendung der Bedrohung zu. Dazu steht ihm das beispielsweise mit dem Joystick zu steuernde gepanzerte spinnenartige Gefährt „Arachnus 4“ nebst Kommunikationstechnik, Feindradar und Waffenarsenal zur Verfügung. Zudem ermöglichen begrenzt vorhandene Geldmittel (sogenanntes „Dosh“) dem Spieler, beispielsweise Reparaturen der Kampftechnik oder das Herausteleportieren aus brenzligen Situationen.
| Namen der Stadtteile        | Namen der Stadtteile | Namen der Stadtteile |
| Amstrad CPC MSX ZX Sinclair | Atari                | C64                  |
| --------------------------- | -------------------- | -------------------- |
| Ionia                       |                      |                      |
| Caelian                     |                      |                      |
| Valeron                     |                      |                      |
| Capitoline                  | Capitoline           | Captoline            |
| Agrippa                     |                      |                      |
| Canaan                      |                      |                      |
| Kaneloon                    |                      |                      |
| Garathorm                   |                      |                      |
| Quirinal                    |                      |                      |
| Imrryr                      |                      |                      |
| Viminal                     |                      |                      |
| Traal                       | Tara                 | Traal                |
| Parsonage                   | Dhakos               | Dhakos               |
| Timperley                   | Timperley            | Brookdale            |
| Klant                       |                      |                      |
| Golam                       | Gong                 | Gol                  |
| Vilmir                      |                      |                      |
| Gotham                      |                      |                      |
| Tanelorn                    |                      |                      |
| Esquiline                   |                      |                      |
| Offerton                    | Offerton             | Plato                |
| Aventine                    |                      |                      |
| Ur                          |                      |                      |
| Palatine                    | Palatine             | Palentine            |
| Heliopolis                  |                      |                      |

Die insgesamt 25 möglichst zerstörungsfrei zu säubernden Stadtteile werden bei den meisten Heimcomputer-Versionen in grafisch hochaufgelöster isometrischer Perspektive dargestellt und können in einer Übersichtskarte einzeln angewählt und betreten werden. Jeder Stadtteil wiederum setzt sich aus einzelnen Sektoren zusammen, wobei der Übergang zwischen diesen nicht durch Weichverschiebung (Scrollen), sondern durch Ein- und Ausblenden erfolgt. Leitpfeile eines Radarscanners führen zu den mit einzelnen Bomben zu bekämpfenden beweglichen Insekten. Der Beschuss durch eine Bombe kann erst dann erfolgen, wenn das Spielfeld frei von weiteren Bomben ist, d. h. evtl. vorher abgeschossene Bomben entweder am Gegner oder an anderen Objekten der Spielumgebung explodiert sind oder aber das Spielfeld verlassen haben. Zähler überwachen während des gesamten Spiels die von den Insekten herbeigeführten prozentualen Beschädigungen am Arachnus-Gefährt und den vom Spieler verursachten Zerstörungsgrad des jeweiligen Stadtteils. Erreichen beide nicht 99 Prozent, kann sich der Spieler dem Endgegner des entsprechenden Stadtteils stellen. Zum Beschuss und zur Vernichtung dieser unbeweglichen Insektenkönigin muss eine besondere Waffe namens „Supa-Bomb“ zuvor per Funk angefordert und anschließend eingesetzt werden.

## Sonstiges
In jedem Bezirk befinden sich 10 Bienen und eine Bienenkönigin, insgesamt 275 Gegner. Die Bezirke sind quadratisch aufgebaut und bestehen aus 100 Sektoren, die zu erkunden sind; das ganze Spiel hat somit 2500 Sektorflächen.
Die einzelnen Portierungen des Spiels weichen voneinander ab. Die Version für den ZX Spectrum 128 enthält zusätzlich animierte Zwischensequenzen. Bei der Version für den Commodore 64 wurde auf die isometrische Spielansicht gänzlich verzichtet, daher das Remake von 2022.